# Абдус Салам
Мухаммад Абдус Сала́м (з.-пандж. и урду محمد عبد السلام‎, англ. Mohammad Abdus Salam; 29 января 1926, Джанг, Британская Индия (в настоящее время Пакистан) — 21 ноября 1996, Оксфорд, Великобритания) — пакистанский и британский физик-теоретик, нобелевский лауреат (1979), лауреат Премии «За мирный атом» 1968 года. Первый лауреат-мусульманин, получивший Нобелевскую премию по естественным наукам (и второй из получивших в любой области).
Доктор. Член Лондонского королевского общества (1959), иностранный член Академии наук СССР (1971), Национальной академии наук США (1979) и Американского философского общества (1992).
Именем учёного назван Международный центр теоретической физики в Триесте.

## Биография
В 1946 году окончил Правительственный колледж Пенджабского университета в Лахоре и поступил в Кембриджский университет в Англии. В 1949 году получил диплом магистра. В 1952 году защитил докторскую диссертацию по квантовой электродинамике. 
В 1951 году стал профессором математики Пакистанского правительственного колледжа. В 1954 году вернулся в Кембридж на должность лектора по математике. В 1957 году становится профессором кафедры теоретической физики Имперского колледжа в Лондоне. С 1957 года и до конца жизни жил с семьёй в лондонском районе Патни, но продолжал заниматься консультационными и научными работами в других странах.
В 1961 году становится советником по науке президента Пакистана. С 1964 по 1993 годы занимал должность директора Международного центра теоретической физики в Триесте (Италия), в создании которого принимал участие.
В 1964—1975 годы являлся членом, а в 1971—1972 годах председателем Консультативного комитета ООН по науке и технике.
В 1960-х годах руководил постройкой Пакистанского ядерного реактора. Реактор был запущен в 1965 году и вышел на полную мощность в 1966 году. На посту главного научного советника правительства Пакистана, в 1972—1974 годах Абдус Салам руководил программой создания пакистанского ядерного оружия.
В 1974 году Абдус Салам прекратил свою организационную деятельность в Пакистане и более туда не возвращался в связи с тем, что религиозное течение Ахмадие, к которому он принадлежал, было объявлено неисламским, а ахмадитам было запрещено законом называться мусульманами.
В 1992 году подписал «Предупреждение человечеству».
Абдус Салам умер в Оксфорде, похоронен в Пакистане на кладбище Бахишти Макбара. На его надгробии было написано: «первый мусульманский нобелевский лауреат доктор Абдус Салам». По вышеуказанной причине вандалы уничтожили часть надписи «первый мусульманский нобелевский лауреат».

## Научные достижения
Работая над единой теорией фундаментальных взаимодействий, независимо от С. Вайнберга построил теорию электрослабого взаимодействия, объединяющую слабое и электромагнитное взаимодействие. В рамках этой теории показал, что переносчиком слабого взаимодействия являются неизвестные на тот момент массивные заряженные частицы W+, W− и нейтральная частица Z0. Эти частицы были открыты в 1983 году.
В 1979 году «за вклад в построение объединённой теории слабых и электромагнитных взаимодействий между элементарными частицами, в том числе за предсказание слабых нейтральных токов» совместно с С. Вайнбергом и Ш. Глэшоу Абдус Салам получил Нобелевскую премию по физике.

## Семья
Был дважды женат. Первая жена Хафиза Салам (дочери Азиза, Асифа, Бушра, сын Ахмад). Одновременно, в 1968 году женился на биофизике и биохимике Луизе Джонсон (1940—2012), с которой у него было двое детей — сын Умар (1974) и дочь Сайеда (1982).

## Награды
- Премия «За мирный атом» (1968)
- Медаль Максвелла Лондонского физического общества (1961)
- Медаль Хьюза (1964)
- Медаль и премия Гутри (1976)
- Королевская медаль (1978)
- Медаль Маттеуччи (1978)
- Нобелевская премия по физике (1979)
- Бейкеровская лекция (1980)
- Большая золотая медаль имени М. В. Ломоносова АН СССР (1983)
- Премия Марселя Гроссмана (1985)
- Медаль Копли (1990)